# Каракуша
Каракуша је посавско ловиште које се простире у јужном делу Војводине, непосредно уз реку обалу реке Саве. Корисник ловишта је ЈП "Војводинашуме". Од Новог Сада је удаљено 70 km.

## Клима
Континеност климе се огледа кроз четири годишња доба. Лета су топла и сува, а у зимском периоду карактеристична су нагла захлађења, која настају под утицајем продора хладних ваздушних маса са севера и истока Европе.

## Вегетација
Основни шумски покривач је шумска вегетација (81%). Најзаступљеније су шуме беле врбе, шуме беле тополе, шуме пољског јасена, шуме лужњака. Осим прехрамбених способности, шуме пружају повољне услове у погледу заклона дивљачи. На ораницама се узгајају житарице, индустријске биљке, лековито биље и повртарске културе. Природно географске карактеристике ловишта обезбеђују добре услове за развој ловног туризма, пружајући живом свету погодности опстанка на датој територији.

## Животињски свет
Главне врсте дивљачи у ловишту су: јелен евроспки, срна, дивља свиња и фазан. Док су пратеће врсте зец, пољска јаребица, дивља патка и дивља гуска. Сагласно ловостају, највећи део ловниог туристичког промета реализује се у периоду август-фебруар

## Туризам
Данас ово ловиште спада у ред најуређенијих ловишта земље које веома темељно уређује и спроводи план и програм развоја.